# Tilesina gibbosa
Tilesina gibbosa är en fiskart som beskrevs av Schmidt, 1904. Tilesina gibbosa ingår i släktet Tilesina och familjen pansarsimpor. Inga underarter finns listade i Catalogue of Life.